# Diagramma
Diagramma là một chi cá trong họ cá Haemulidae bản địa của Ấn Độ Dương và Tây Thái Bình Dương

## Các loài
Hiện hành các loài sau đây được ghi nhận trong chi này:
- Diagramma centurio G. Cuvier, 1830 (sailfin rubberlip)
- Diagramma labiosum W. J. Macleay, 1883
- Diagramma melanacrum J. W. Johnson & J. E. Randall, 2001 (blackfin slatey)
- Diagramma pictum (Thunberg, 1792) (painted sweetlips)
- Diagramma punctatum G. Cuvier, 1830